# Bataille de Qousseir (2012)
Pour les articles homonymes, voir Bataille de Qousseir.
Guerre civile syrienne
Batailles
La première bataille de Qousseir est un événement de la guerre civile syrienne qui oppose l'armée syrienne aux insurgés de l'armée syrienne libre, soutenus par des hommes du Fatah al-Islam. Cette bataille a lieu du 10 février 2012 au 20 avril 2012, dans la petite ville d'al-Qusayr (Qousseir), dans le gouvernorat de Homs.

## Contexte
Depuis novembre 2011, al-Qusayr état assiégée par l'armée, entre le début du siège et le début de la bataille. 66 habitants de la ville perdront la vie.

## Déroulement

### Combats
Le 10 février 2012, la télévision d'État déclare que les combats ont repris dans la ville. Trois jours plus tard, des combats éclatent entre l'armée syrienne et l'armée syrienne libre, lorsque les insurgés prennent le contrôle d'un bâtiment appartenant aux services secrets syriens, tuant ainsi 5 militaires. À la suite de cette attaque, les 400 soldats loyalistes se barricadent dans la mairie et dans l'hôpital. L'ASL reçoit alors des avertissements de l'arrivée imminente de quatre chars par le nord de la ville. Le 21 février, un bombardement d'artillerie cause la mort de 5 civils .
Le 15 février, trois fermiers qui avaient été arrêtés à des points de contrôle sont retrouvés morts dans la ville.

### L'offensive de l'ASL
Un reporter du Times qui était entré dans la ville mais en était sorti avant le 25 février rapporte que de violents combats ont lieu. Selon lui, les insurgés ont réussi à prendre le contrôle d'un point de contrôle de l'armée. Dans le nord de la ville, 4 personnes accusées d'être membre des shabiba ont été exécutées par les insurgés.
Le 25 février, 30 soldats avec un 1 char T-62 ont déserté et rejoint l'armée syrienne libre. Le char a d'abord été caché par les insurgés qui l'ont ensuite démarré à l'aide de deux tracteurs et d'un camion. Les insurgés l'ont ensuite utilisé pour bombarder les positions de l'armée. Par la suite, la plupart des points de contrôle de l'armée tombent entre les mains des insurgés.
Après les combats, les insurgés déclarent que 20 soldats ont été tués dans les combats et que 80 autres loyalistes ont fui. Les forces gouvernementales perdent 3 chars selon l'ASL. Celle-ci annonce aussi que l'armée n'a pas envoyé de renforts pour repousser leur assaut. L'ASL déclare aussi que 6 d'entre eux ont été blessés et 1 tué.
Le 27 février, l'armée syrienne bombarde les positions des insurgés dans la ville. Un médecin local affirme que l'armée est déployée dans l'hôpital depuis 5 mois. Cette dernière découvre et détruit un tunnel reliant al-Qusayr à Homs, accentuant l'isolement des combattants rebelles. Le même jour, un drone de l'armée vole au-dessus de la ville pour recueillir des informations sur les positions des insurgés.
Le 29 février, l'armée syrienne entre dans la ville et en contrôle une partie qui comprend l'hôpital, la mairie et le cimetière. Les rebelles annoncent de leur côté commencer à manquer de munitions, à cause du déploiement de l'armée syrienne à la frontière libanaise. Le 1er mars, un civil est tué par l'armée syrienne.

### Contre offensive de l'armée
Le 1er mars, les insurgés perdent le quartier de Baba Amr de Homs. Dès lors, ils ne contrôlent plus que quelques quartiers de Homs et deux villes dans le gouvernorat de Homs, al-Qusayr et Rastane. Le matin du 4 mars, l'armée lance une offensive contre al-Qusayr, en commençant par un bombardement, puis en faisant entrer des chars dans la ville.
Le 17 mars, un soldat est tué tandis que l'artillerie syrienne bombarde un pont qui permettait de fuir la ville vers le Liban.
Le 20 mars, la ville est toujours contrôlée par les insurgés mais elle est bombardée par les chars de l'armée. Deux civils auraient été tués dans le bombardement. Un combattant rebelle annonce que l'armée pourrait lancer sous peu une nouvelle attaque pour reprendre la ville, trois civils seront tués dans ces bombardements.
Lors de nouveaux combats le 22 mars, trois civils et 4 soldats sont tués lorsque les insurgés ont attaqué leur point de contrôle dans la ville. Le 5 avril, 4 insurgés, 3 civils et 1 soldat sont morts lors des combats.
Le 19 avril, les insurgés revendiquent la destruction de 2 chars et d'un transport blindé de troupes et la mort d'une douzaine de soldats loyalistes durant deux jours de combats. Le conducteur d'un char a déserté selon les insurgés.
Le 20 avril, l'armée contrôle une partie de la ville tandis que l'autre partie est contrôlée par les rebelles. Un civil est tué par un tir de mortier selon l'hôpital local.
En avril 2012, un chef de Fatah al-Islam, Abdel Ghani Jawhar, est tué à Qousseir.